# Nikos Timotheou
Nikos Timotheou (in greco: Νίκος Τιμοθέου; Nicosia, 4 novembre 1973) è un ex calciatore cipriota, di ruolo difensore.

## Carriera

### Club
Ha giocato tutta la carriera per club ciprioti.

### Nazionale
Ha giocato nove partite per la Nazionale cipriota tra il 1996 e il 1997.